# Operación Roller Coaster
La Operación Roller Coaster fue una serie de ensayos dispersión radiológica llevadas a cabo conjuntamente por Estados Unidos y Reino Unido en el Campo de pruebas de Tonopah (en el estado de Nevada), entre mayo y junio de 1963.
Estas pruebas fueron precedidas por las pruebas de la Operación Storax y sucedidas por la Operación Niblick.
El objetivo era examinar la dispersión de plutonio tras posibles accidentes durante su almacenaje o transporte, y no se esperaba que ocurriera ninguna explosión nuclear.
Se llevaron a cabo medidas de limpieza en las ubicaciones de las pruebas Double Tracks y Clean Slate 1. La tierra contaminada fue transportada al Área 3 del Emplazamiento de tratamiento de residuos nucleares del Sitio de pruebas de Nevada, y se replantó vegetación.
Es conveniente aclarar que no se trataron de pruebas nucleares al no suponer una detonación de este tipo de armamento, sino una serie de ensayos para caracterizar la contaminación causada por un Dispositivo de Dispersión Radiológica (RDD). 
En la actualidad las ubicaciones de las pruebas Clean Slate 2 y Clean Slate 3 siguen contaminadas, a la espera de un acuerdo entre el Gobierno federal y el estatal acerca de la acción correctiva a desarrollar.

## Pruebas
| Nombre          | Fecha              | Potencia |
| --------------- | ------------------ | -------- |
| Double Tracks   | 15 de mayo de 1963 | 0        |
| Clean Slate I   | 25 de mayo de 1963 | 0        |
| Clean Slate II  | 31 de mayo de 1963 | 0        |
| Clean Slate III | 9 de junio de 1963 | 0        |